# Лживая взрослая жизнь
«Лживая взрослая жизнь» — художественный сериал режиссёра Эдоардо Де Анджелиса, экранизация одноимённого романа Элены Ферранте. Главные роли в нём сыграли Валерия Голино, Алессандро Прециози, Пина Турко, Луиджи Чиокка, Джордана Маренго. Премьера состоялась 4 января 2023 года на Netflix.

## Сюжет
Литературной основой сериала стал одноимённый роман итальянской писательницы Элены Ферранте. Главная героиня — 12-летняя Джованна, которая сбегает из дома из-за плохих отношений с отцом. Ей предстоит научиться жить в мире, где ложь является нормой.

## В ролях
- Валерия Голино
- Алессандро Прециози
- Пина Турко
- Луиджи Чиокка
- Джордана Маренго

## Премьера и восприятие
Режиссёром проекта стал Эдоардо де Анджелис. Он же написал сценарий совместно с Лаурой Паолуччи, Франческо Пикколо и Эленой Ферранте. 4 января 2023 года вышел первый сезон сериала, включающий шесть эпизодов.
На ресурсе Metacritic «Лживая взрослая жизнь» получила 79 баллов из 100, что означает «в целом благоприятные отзывы». Ребекка Николсон из The Guardian написала в своей рецензии, что шоу вдохнуло новую жизнь в свой литературный первоисточник, «вывернуло его наизнанку и добавило немного ракетного топлива».